# 中郷 (名古屋市)
中郷（ちゅうごう）は、愛知県名古屋市中川区の地名。現行行政地名は中郷一丁目から中郷五丁目がある。住居表示未実施。

## 地理
名古屋市中川区中央部に位置する。東は高畑三丁目・荒中町・中島新町、西は打中一丁目・打中二丁目、南は中花町・中島新町二丁目、北は野田一丁目に接する。

## 歴史

### 町名の由来
江戸期の愛知郡中郷村を前身とする。一楊御厨が東郷・中郷・西郷に分かれていたうちの中郷にあたることに由来する。なお、東郷は現在の荒子観音周辺であったことが知られている。西郷には政所があった記録が残るが、正確な領域は不明である。
鎌倉時代の記録が地名の初見で、『玉蘂』1211年（承元5年）条に「尾張国一楊御厨中郷下司」とある。

### 行政区画の変遷
- 江戸時代 - 愛知郡中郷村として所在[1]。
- 1889年（明治22年）10月1日 - 合併に伴い、愛知郡御厨村大字中郷となる[1]。
- 1906年（明治39年）5月10日 - 合併に伴い、愛知郡荒子村大字中郷となる[1]。
- 1921年（大正10年）8月22日 - 合併に伴い、名古屋市南区中郷町となる[1]。
- 1937年（昭和12年）10月1日 - 中川区編入に伴い、同区中郷町となる[1]。
- 1959年（昭和34年）5月1日 - 一部が打出本町に編入される[1]。
- 1961年（昭和36年）3月28日 - 打出町の一部を編入する[1]。
- 1977年（昭和52年）5月1日 - 中郷一丁目から中郷四丁目が中郷町の一部により、中郷五丁目が中郷町と中島新町の各一部によりそれぞれ成立する[1]。
- 1979年（昭和54年）8月19日 - 中郷三丁目に打出町の一部が編入される[1]。
- 1982年（昭和57年）
  - 5月16日 - 中川区中郷町が中島新町二丁目に編入され、消滅[1]。また、中郷五丁目に中島新町・法華町の各一部が編入される[1]。
  - 8月29日 - 中郷一丁目に高畑町の一部が編入される[1]。
- 1984年（昭和59年）11月3日 - 中郷一丁目および中郷二丁目に野田町の一部がそれぞれ編入される[1]。
- 1990年（平成2年）10月 - 雨宮神社境内地の一角に荒子コミュニティセンターが設置される[3]。

## 世帯数と人口
2019年（平成31年）1月1日現在の世帯数と人口は以下の通りである。
| 丁目       | 世帯数    | 人口    |
| ---------- | --------- | ------- |
| 中郷一丁目 | 461世帯   | 978人   |
| 中郷二丁目 | 524世帯   | 1,090人 |
| 中郷三丁目 | 676世帯   | 1,413人 |
| 中郷四丁目 | 308世帯   | 668人   |
| 中郷五丁目 | 374世帯   | 897人   |
| 計         | 2,343世帯 | 5,046人 |

### 人口の変遷
国勢調査による人口の推移
| 2000年（平成12年） | 4,849人 | [ WEB 6 ] |  |
| 2005年（平成17年） | 4,853人 | [ WEB 7 ] |  |
| 2010年（平成22年） | 4,807人 | [ WEB 8 ] |  |
| 2015年（平成27年） | 4,792人 | [ WEB 9 ] |  |

## 学区
市立小・中学校に通う場合、学校等は以下の通りとなる。また、公立高等学校に通う場合の学区は以下の通りとなる。なお、小・中学校は学校選択制度を導入しておらず、番毎で各学校に指定されている。
| 丁目       | 小学校                                    | 中学校                                    | 高等学校 |
| ---------- | ----------------------------------------- | ----------------------------------------- | -------- |
| 中郷一丁目 | 名古屋市立荒子小学校                      | 名古屋市立一柳中学校                      | 尾張学区 |
| 中郷二丁目 | 名古屋市立荒子小学校                      | 名古屋市立一柳中学校                      | 尾張学区 |
| 中郷三丁目 | 名古屋市立荒子小学校                      | 名古屋市立一柳中学校                      | 尾張学区 |
| 中郷四丁目 | 名古屋市立荒子小学校                      | 名古屋市立一柳中学校                      | 尾張学区 |
| 中郷五丁目 | 名古屋市立荒子小学校 名古屋市立中島小学校 | 名古屋市立一柳中学校 名古屋市立高杉中学校 | 尾張学区 |

## 交通
- 愛知県道107号中川中村線[2]

## 施設

### 中郷一丁目
- 真言宗智山派宝珠院[2]
- 光明院[2]
- 荒子県税事務所[2]

1952年（昭和27年）4月に熱田県税事務所より中川区および港区を移管し、尾頭県税事務所として中川区八熊一丁目に置かれた。庁舎が完成したのは翌年3月であったが、以降同地において業務を行ってきた。1973年（昭和48年）7月16日、庁舎の老朽化と業務の多様化に対応するための新庁舎が中郷一丁目に竣工し、同時に荒子県税事務所と改称した。
- 寺脇公園

1973年（昭和48年）3月29日供用開始。

### 中郷二丁目
- 雨宮社[2]
- 梓ノ木公園[2]

1973年（昭和48年）3月29日供用開始。
- 荒子コミュニティセンター[3]

### 中郷三丁目
- 中郷公園[2]

1973年（昭和48年）3月29日供用開始。

### 中郷四丁目
- 中川警察署荒子交番[2]
- 名古屋市営中郷住宅[2]
- 名古屋市立荒子小学校[2]
- 荒子幼稚園[2]
- 中部電力中郷変電所[2]
- 新星工業[2]
- 津島神社[2]
- 河原公園[2]

1973年（昭和48年）3月29日供用開始。

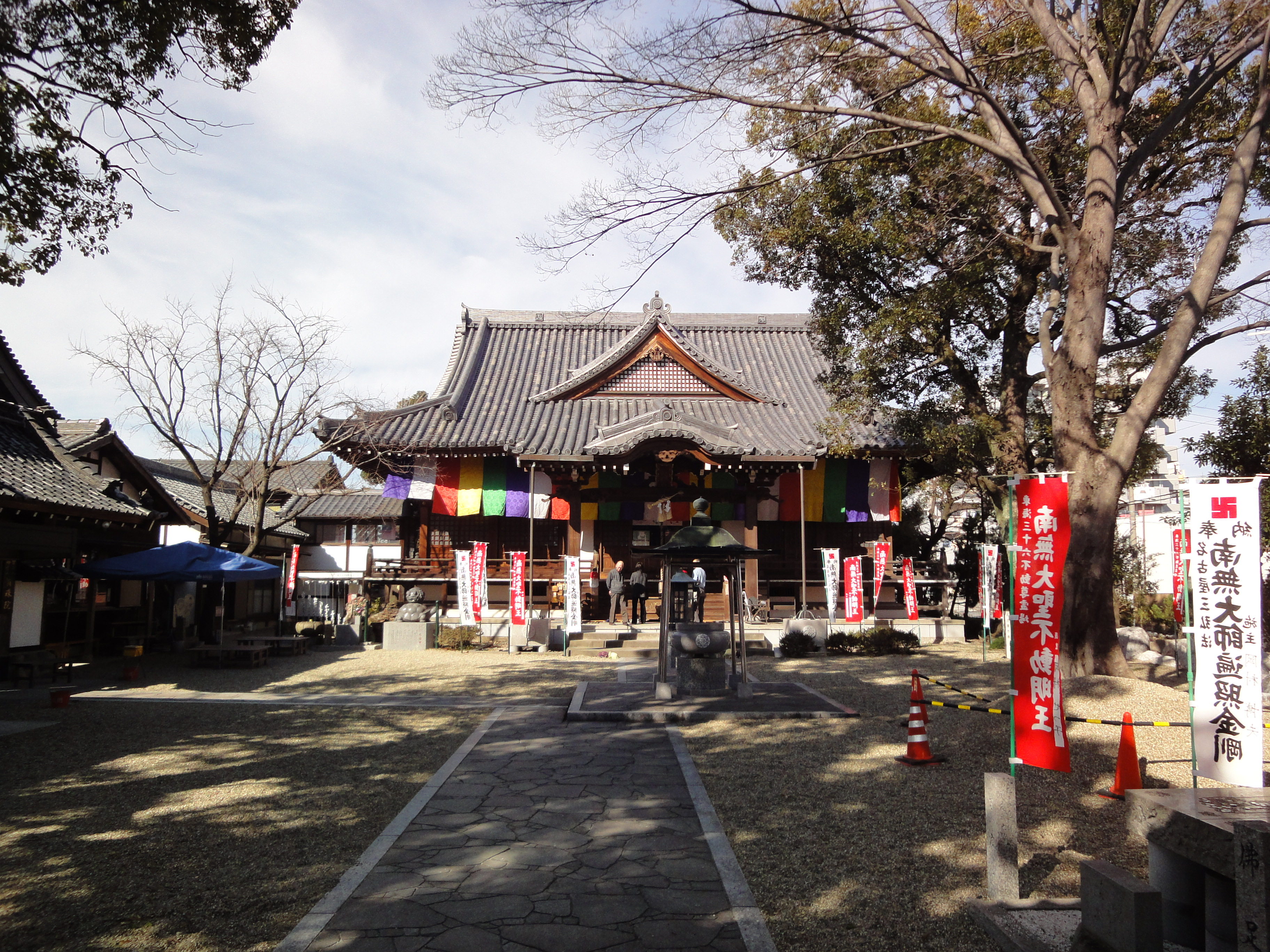
宝珠院
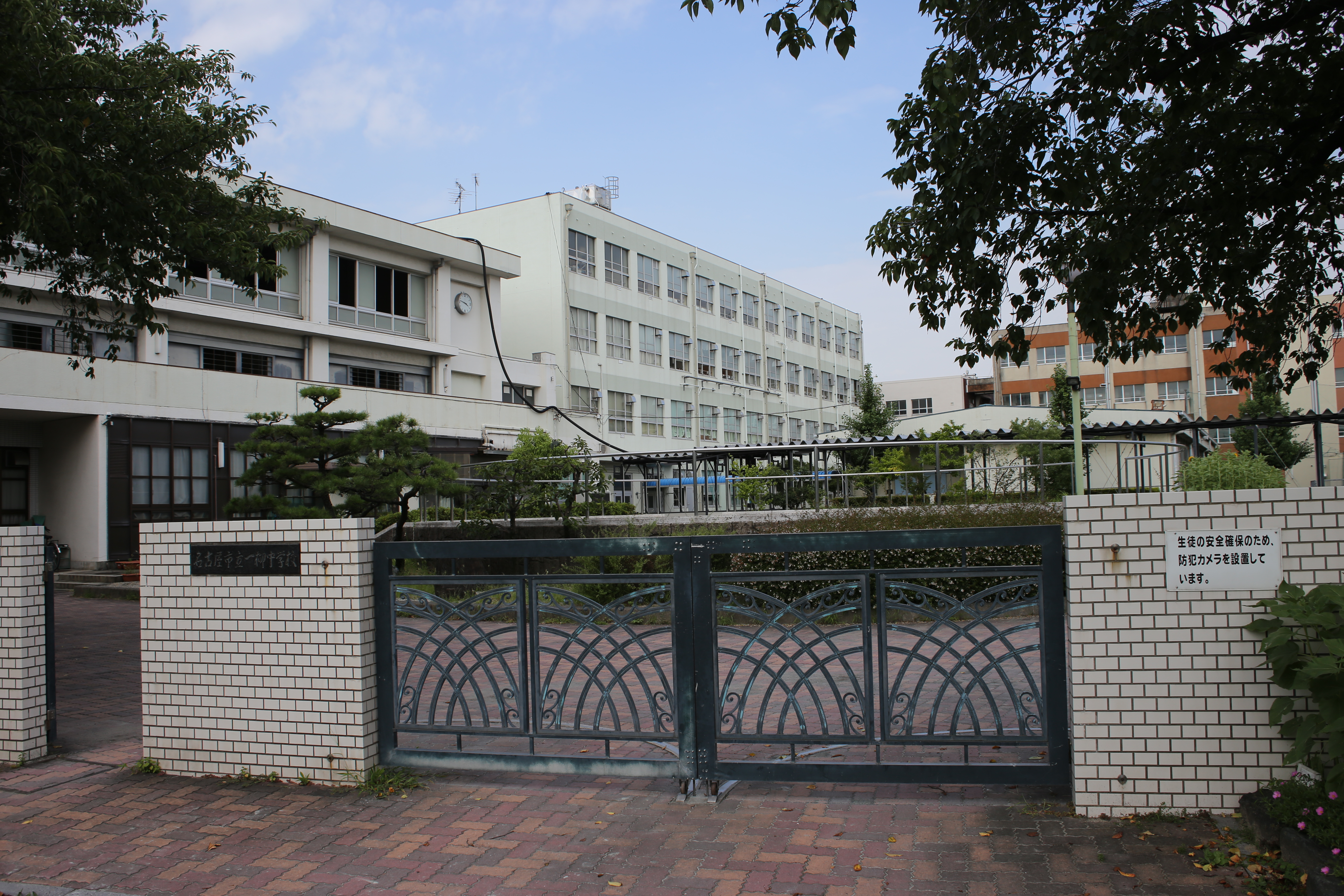
名古屋市立一柳中学校（2016年7月）

## その他

### 日本郵便
- 郵便番号 : 454-0921[WEB 3]（集配局：中川郵便局[WEB 13]）。

### WEB
1. 1 2  “愛知県名古屋市中川区の町丁・字一覧”.   人口統計ラボ. 2017年10月7日閲覧。
2. 1 2  “町・丁目(大字)別、年齢(10歳階級)別公簿人口(全市・区別)”.   名古屋市 (2019年1月23日). 2019年1月23日閲覧。
3. 1 2  “郵便番号”.  日本郵便. 2019年2月10日閲覧。
4. ↑  “市外局番の一覧”.   総務省. 2019年1月6日閲覧。
5. ↑  名古屋市役所市民経済局地域振興部住民課町名表示係 (2015年10月21日). “中川区の町名一覧”.   名古屋市. 2017年10月7日閲覧。
6. ↑  名古屋市役所総務局企画部統計課統計係 (2005年7月1日). “（刊行物）名古屋の町(大字)・丁目別人口 (平成12年国勢調査) 中川区” (xls). 2017年10月8日閲覧。
7. ↑  名古屋市役所総務局企画部統計課統計係 (2007年6月29日). “平成17年国勢調査　名古屋の町(大字)別・年齢別人口 中川区” (xls). 2017年10月8日閲覧。
8. ↑  名古屋市役所総務局企画部統計課統計係 (2012年6月29日). “平成22年国勢調査　名古屋の町(大字)別・年齢別人口 中川区” (xls). 2017年10月8日閲覧。
9. ↑  名古屋市役所総務局企画部統計課統計係 (2017年7月7日). “平成27年国勢調査　名古屋の町(大字)別・年齢別人口” (xls). 2017年10月8日閲覧。
10. ↑  “市立小・中学校の通学区域一覧”.   名古屋市 (2018年11月10日). 2019年1月14日閲覧。
11. ↑  “平成29年度以降の愛知県公立高等学校（全日制課程）入学者選抜における通学区域並びに群及びグループ分け案について”.   愛知県教育委員会 (2015年2月16日). 2019年1月14日閲覧。
12. 1 2 3 4  “都市公園の名称、位置及び区域並びに供用開始の期日” (2019年5月1日). 2019年11月3日閲覧。
13. ↑  郵便番号簿 平成29年度版 - 日本郵便. 2019年02月10日閲覧 (PDF)

### 書籍
1. 1 2 3 4 5 6 7 8 9 10 11 12 13 14  名古屋市計画局 1992, p. 817.
2. 1 2 3 4 5 6 7 8 9 10 11 12 13 14 15 16 17  「角川日本地名大辞典」編纂委員会 1989, p. 1488.
3. 1 2 3  名古屋市計画局 1992, p. 470.
4. 1 2 3  中川区制施行50周年記念誌編集委員会 1987, p. 392.